# Chacaicosaurus cayi
Il chacaicosauro (Chacaicosaurus cayi) è un rettile marino estinto, appartenente agli ittiosauri. Visse nel Giurassico medio (Bajociano, circa 170 milioni di anni fa) e i suoi resti fossili sono stati ritrovati in Argentina.

## Descrizione
Questo animale è noto esclusivamente per uno scheletro parziale articolato, con tanto di cranio e una zampa anteriore quasi completa. Come la maggior parte degli ittiosauri, Chacaicosaurus era dotato di un corpo affusolato molto idrodinamico, con quattro arti trasformati in strutture simili a pagaie e la parte caudale della colonna vertebrale piegata verso il basso, che sosteneva una grande pinna a mezzaluna. Il cranio, rispetto ad altre forme simili, era molto allungato. 

## Classificazione
I fossili di questo animale vennero ritrovati nella formazione Los Molles (Cuyo Group) nella località Chacaico Sur, risalente al Bajociano inferiore. I resti, rinvenuti nei pressi della città di Zapala del bacino di Neuquén, furono descritti per la prima volta nel 1994. Chacaicosaurus, insieme a un altro ittiosauro ritrovato nella stessa formazione (Mollesaurus periallus), è uno dei pochi ittiosauri ritrovati nell'intervallo stratigrafico Aaleniano-Batoniano. La descrizione originale del materiale fossile non attribuì Chacaicosaurus a una particolare famiglia di ittiosauri, mentre successivi studi considerarono questo animale un rappresentante evoluto degli stenotterigidi, un gruppo di ittiosauri piuttosto specializzati tipici del Giurassico inferiore (Maisch, 2000; Maisch e Matzke, 2010). Analisi cladistiche più recenti, tuttavia, hanno indicato che Chacaicosaurus potesse essere un membro basale dei tunnosauri, il grande gruppo di ittiosauri più evoluti, al di fuori delle famiglie degli stenotterigidi e degli oftalmosauridi (Fischer et al., 2011).

## Significato del nome
Il nome generico Chacaicosaurus deriva dalla località di Chacaico Sur, nei pressi della quale sono stati ritrovati i fossili.